# Stenolophus difficilis
Stenolophus difficilis es una especie de escarabajo de tierra del género Stenolophus, tribu Harpalini, subfamilia Harpalinae. Fue descrita científicamente por Hope en 1845.
La especie se mantiene activa durante todos los meses del año.

## Distribución
Se distribuye por Japón, Corea y Tailandia.